# Исоаро, Мартти
Мартти Исоаро (фин. Martti Isoaro) — финский дипломат, Чрезвычайный и Полномочный Посол Финляндии в Саудовской Аравии (2005—2010) также в Кувейте, Омане и Йемене.

## Биография
С 1972 года начал работу в министерстве иностранных дел Финляндии.
С 1974 года работал в должности атташе в посольстве Финляндии в ФРГ, а с 1975 года атташе в посольстве Финляндии в Китае. С 1977 года работал атташе в посольстве Финляндии в США (с 1977 года — секретарь по иностранным делам).
С 1979 года работал в должности секретаря по иностранным делам в структуре МИДа Финляндии в Хельсинки.
С 1982 года работал секретарём по иностранным делам в Посольстве Финляндии в СССР, а с 1985 года был в должности секретаря по иностранным делам в Постоянном представительстве Финляндии в Женеве (с 1987 года — в звании советника).
С 1987 года работал в звании советника в структуре МИДа Финляндии в Хельсинки, а с 1992 года был в звании советника-посланника при Постоянном представительстве Финляндии в ОЭСР в Париже.
В 1995 году назначен на должность Чрезвычайного и полномочного посла Финляндии на Украине (также в Молдове), которую занимал до 2000 года.
С 2000 года вновь работал в структуре МИДа Финляндии в Хельсинки, а с 1 июля 2005 года назначен Чрезвычайным и Полномочным Послом Финляндии в Саудовской Аравии (также в Кувейте, Омане и Йемене) в должности которого оставался до 2010 года.